# Recep Tayyip Erdoğan
Recep Tayyip Erdoğan (født 26. februar 1954 i Istanbul, Tyrkiet) er Tyrkiets præsident siden 28. august 2014. Tidligere frem til præsidentperioden var han fra 1994 til 1998 borgmester i Istanbul og Tyrkiets premierminister fra 14. marts 2003 og til 28. august 2014. Hans parti, Retfærdigheds- og Udviklingspartiet (AKP), er det største politiske parti i Tyrkiet. Partiet kom til magten i 2002 med 34 % af stemmerne, bl.a. på grund af at den høje spærregrænse på 10 % gjorde at alle partier, som fik under 10 % af stemmerne, blev tildelt vinderen af valget. Hermed fik Retfærdigheds- og Udviklingspartiet majoriteten i det tyrkiske parlament med kun 34% af befolkningens støtte. På grund af en fængselsdom og forbud mod at deltage i politik, måtte medgrundlæggeren af AKP Abdullah Gül sidde på premierministerposten i et halvt år, før forbuddet mod Erdoğan blev ophævet.
Erdoğan blev i Tyrkiets præsidentvalg 2014 valgt med 51,79% af stemmerne. I 2016 opstod et militærkup mod Erdoğan, men kuppet mislykkedes, hvorefter Erdoğan foranledigede udrensning blandt politiske modstandere og i militæret. Ved præsidentvalget den 24. juni 2018 blev Erdoğan genvalgt. 
Erdoğan repræsenterede under sin tid som borgmester i Istanbul det islamistiske parti Velfærdspartiet (tyrkisk: Refah Partisi, (RP)). Efter Erdoğan holdt en tale i 1998, hvorunder han reciterede et digt skrevet af Ziya Gökalp, blev Erdoğan fængslet i fire måneder. Digtet var almenkendt og en hyldest til det tyrkiske militær, og blev skrevet for de tyrkiske soldater under Balkankrigen. Domstolen vedhæftede sig ved at digtet indeholdte religiøse elementer der kunne opfattes som kritik af den sekulære stat. Der skal hertil understreges at der året inden havde været endnu et postmoderne militærkup foretaget af Kemalister, d. 28 februar 1997.
Erdoğan stiftede herefter i 2001 det politisk mere moderate AKP.
Erdoğan er tilhænger af tyrkisk medlemskab af EU, men relationerne til EU er gennem Erdoğans regeringsperiode blevet forværret. 
Før sin politiske karriere spillede Erdoğan fodbold som semiprofessionel. 

## Baggrund
Erdoğan er uddannet økonom fra Marmara-universitetet i Istanbul. Han var i mange år en kendt fodboldspiller i hjemlandet. Sin politiske skoling fik han under Necmettin Erbakan i det senere opløste Nationale redningsparti. Efter militærkuppet i 1980 blev alle politiske partier forbudte, men efter demokratiseringen i 1983 dannede tidligere medlemmer af Redningspartiet Velfærdspartiet (Refah Partisi). Erdoğan blev valgt til partileder i 1985. Ved valgene i 1991 brød Velfærdspartiet spærregrænsen på 10 %, og  Erdoğan blev indvalgt i Nationalforsamlingen Meclis som parlamentsmedlem fra Istanbul.

## Politisk virke
Ved lokalvalgene i 1994 blev Velfærdspartiet det største parti, og Erdoğan blev leder i Istanbul. Her vandt han ry som en effektiv administrator; han sørgede for at effektivisere byens transportsystem, og iværksatte samtidig populære byfornyelsesprogrammer.
I sidste halvdel af 1990-erne var tyrkisk politik inde i en kaotisk periode. I 1996 blev Velfærdspartiet erklæret grundlovsstridigt, hvorefter medlemmerne straks organiserede sig i Dydspartiet (Fazilet Partisi), som efterfølgende ligeledes blev fundet grundlovsstridigt i 1999. Endvidere blev Erdoğan i 1998 dømt til fire måneders fængsel for at have læste højt fra et et almenkendt digt der indeholdt religiøse elementer, hvilket domstolen fandt værende splittende og kritisk. Der skal hertil tilføjes at Tyrkiet siden Republikkens grundlæggelse har været udsat for utallige Kupforsøg fra Kemalistiske styrker indenfor Militæret. Fængslingen skal bl.a. ses i denne sammenhæng.
I 1999 opstod der en splittelse blandt medlemmerne af det tidligere Velfærdsparti mellem traditionalister, som ville være tro mod den islamske bevægelse, og Erdoğans fraktion, som ville forene islamske værdier med et sekulært, demokratisk system. De sidste organiserede sig da i AK Parti, mens traditionalisterne dannede Saadet Partisi.
Ved valget i november 2002 var der stor modvilje med den økonomiske politik ført af de etablerede partier og med måden, disse havde håndteret jordskælvet i 1999 på, og AK Parti fik 34,3 % af stemmerne og rent flertal i nationalforsamlingen. 
Eftersom Erdoğan var blevet dømt til fængsel i 1999, kunne han ikke stille op som kandidat ved valget i 2002 på grund af en bestemmelse i grundloven om, at straffedømte ikke kunne have politiske hverv. Abdullah Gül blev derfor statsminister, men veg pladsen for Erdoğan, da denne bestemmelse i grundloven blev ophævet. Erdoğan blev i marts 2003 bedt af præsidenten om at danne regering. Erdoğans regering har til tider haft et anspændt forhold til landets militære ledere, som har ment, at den sætter den nationale enhed på spil med en påstået islamistisk politik. Erdoğan er også blevet udsat for kritik af den sekulære intellektuelle elite, fordi han mente, at eksamenskaraktererne til erhvervsorienterede videregående skoler, deriblandt de offentlige imam-skoler (Imam Hatip-skoler), skulle tælle lige så meget som karakterer ved alment-orienterede videregående skoler ved optagelse ved universiteter og højere skoler. Han fik også meget kritik, fordi han ville tillade religiøse symboler på universiteterne, deriblandt brugen af hijab. Rygeforbuddet, som Erdogan indførte, mødte også kritik fra den sekulære elite.
I udenrigspolitikken har Erdoğan fortsat at pleje venskabelige forbindelser med både USA og Israel – selv om forholdene til begge lande har været igennem kriser – samtidig som han prøver at bedre forbindelserne til de arabiske nabolande (som kritiserer Tyrkiet for dets sekulære regering), mens EU-forhandlingerne har været en anden hjørnesten i udenrigspolitikken. Endvidere har han gennemført en opblødning af forholdet til Grækenland ved at give afkald på en hård linje i Cypern-spørgsmålet. I maj 2004 blev han den første tyrkiske statsminister, som besøgte Grækenland siden 1988, og den første, som besøgte den tyrkiske minoritet i det græske Thrakien siden 1952. Besøget blev en diplomatisk triumf, da den græske statsminister, Costas Caramanlis, erklærede, at Grækenland ville støtte Tyrkiets ansøgning om EU-medlemskab.
Efter Gaza-krigen har Erdoğan været den politiske leder både i Tyrkiet og i verden, som er kommet med de skarpeste kritik af Israel, hvilket toppede efter Israels bording af hjælpeflåden Mavi Marmara til Gaza, hvorved 9 civile blev dræbt og flere alvorligt skadede.
Under valget 12. juni 2011 blev han genvalgt for en tredje periode, efter at AKP fik 49,83 % af stemmerne.

## Præsidentperiode
Erdoğan blev i Tyrkiets præsidentvalg 2014 valgt med 51,79% af stemmerne.
Ved præsidentvalget i 2018 blev Erdoğan genvalgt.
Ergodan blev atter genvalgt ved præsidentvalget i 2023, da han i valgtets anden runde opnåede 52,16% af stemmerne og derved besejrede modkandidaten Kemal Kılıçdaroğlu, der opnåede 47,84%.

### Kupforsøget 2016
Den 15. juli 2016 forsøgte militæret at gennemføre et kup med formål at fjerne Erdoğan fra regeringsmagten, men det lykkedes ikke, Erdoğans regering genvandt kontrollen i landet den næste dag.
Erdoğan har sammen med andre embedsmænd beskyldt imamen Fethullah Gülen, som har boet i eksil i USA siden 1999, og som tidligere var allieret med Erdoğan, for at stå bag kupforsøget. Tyrkiets arbejdsminister Suleyman Soylu har desuden beskyldt USA for at stå bag kuppet mod Erdoğan. Erdoğan har sammen andre højtstående tyrkisk embedsmænd udstedt gentagne krav til USA om at udlevere Güllen.
Efter kupforsøget, er der sket en betydelig forværring af forholdet mellem Tyrkiet og USA, samt Tyrkiet og EU. Europæiske ledere og andre verdensledere har udtrykt deres bekymring over situationen i Tyrkiet, hvor mange har advaret Erdoğan om ikke at bruge kupforsøget som en undskyldning for overgreb mod sine modstandere.

### Undtagelsestilstand og udrensninger
Den 20. juli 2016 præsident Erdoğan erklærede undtagelsestilstand i Tyrkiet og brugte militærkupforsøget som begrundelse. Undtagelsestilstanden blev først planlagt til at vare tre måneder og det tyrkiske parlament godkendte denne foranstaltning. Undtagelsestilstanden blev senere forlænget med yderligere tre måneder på samme tid som de omfattende udrensninger i Tyrkiet, af blandt andet uafhængige medier og tilbageholdelse af titusinder af tyrkiske borgere, som politisk modsatte sig Erdoğan.